# Kyrkans hus (Uppsala)

Kyrkans hus i Uppsala är förvaltningsbyggnaden för Svenska kyrkan Nationell nivå i Uppsala, det så kallade kyrkokansliet. Kyrkans hus är belägen i kvarteret Disa vid Sysslomansgatan/S:t Olofsgatan/S:t Larsgatan och S:t Eriks torg.

## Byggnaden

### Placering
I kvarteret Disa finns i övrigt endast Kungliga Vetenskapssocietetens hus med det så kallade Schefferus bibliotek. I nära anslutning till Kyrkans Hus ligger Uppsala domkyrka och Universitetshuset.

### Uppförande och arkitektur
Byggnaden uppfördes 1977–1978 efter omfattande arkeologiska utgrävningar, och invigdes den 18 mars 1978 av ärkebiskop Olof Sundby. Arkitekt var Hans Matell tillsammans med Lennart Köpsén och huset uppfördes av byggnadsfirman Anders Diös.
Byggnaden består dels av en u-formad byggnad i röd puts längs de tre gatorna Sysslomansgatan, S:t Olofsgatan och S:t Larsgatan, dels av ett mer fristående, annorlunda utformat hus i gulbrun puts mot S:t Eriks torg. En kort glasad länk förbinder de båda huskropparna och gör dem till en enhet.
Förutom kontors- och sammanträdeslokaler rymmer huset kapell och matsal. Det offentliga kapellet är placerat direkt innanför entrén, det så kallade Mariakapellet.
År 1992-1994 skedde en om- och påbyggnad av fastigheten för att rymma flera av Svenska kyrkans centrala funktioner; huset fick då ytterligare ett våningsplan.
År 2022 inleddes en renovering som planeras vara klar 2024. 

## Verksamheter i huset
De första hyresgästerna var de kyrkliga samordningsorganen Kyrkans internationella AV-tjänst och Kyrkans internationella studieavdelning (KISA). Därefter flyttade successivt in ärkebiskopen med sitt kansli, kyrkans utlandsorgan Svenska kyrkans missionsstyrelse, Lutherska världsförbundets svenska sektion med Lutherhjälpen och Svenska kyrkans sjömansvårdsstyrelse (SKUT) in. Senare tillkom även Svenska kyrkans centralråd för evangelisation och församlingsarbete (CEF) och Svenska kyrkans utbildningsnämnd med flera. Dessa organ har därefter vid strukturförändringar uppgått i andra enheter.